# Jozef Berec
Jozef Berec (* 25. března 1948, Nitra) je bývalý slovenský fotbalista, obránce.

## Fotbalová kariéra
V československé lize hrál za Jednotu Trenčín. Nastoupil v 83 ligových utkáních a dal 3 góly. Ve druhé nejvyšší soutěži hrál i za Spartak ZŤS Dubnica. Po skončení profesionální kariéry nastupoval jako hrající trenér za Trenčianske Teplice.

## Ligová bilance
| Ročník                                      | Zápasy | Góly | Klub                |
| ------------------------------------------- | ------ | ---- | ------------------- |
| 1. československá fotbalová liga 1970/71    | 11     | 1    | Jednota Trenčín     |
| 1. československá fotbalová liga 1971/72    | 24     | 1    | Jednota Trenčín     |
| 1. československá fotbalová liga 1975/76    | 24     | 0    | Jednota Trenčín     |
| 1. československá fotbalová liga 1976/77    | 24     | 1    | Jednota Trenčín     |
| 1. slovenská národní fotbalová liga 1981/82 | 30     | 1    | Spartak ZŤS Dubnica |
| 1. slovenská národní fotbalová liga 1982/83 | 4      | 0    | Spartak ZŤS Dubnica |
| CELKEM 1. liga                              | 83     | 3    |                     |